# Copa de Rusia 2020-21
La Copa de Rusia 2020-21 fue la 29.ª edición del torneo de fútbol por eliminatorias de Rusia desde la disolución de la Unión Soviética. La competición comenzó el 5 de agosto de 2020 y finalizó el 12 de mayo de 2021. El campeón de la copa fue Lokomotiv Moscú y ganó una plaza en la fase de grupos de la Liga Europa de la UEFA 2021-22. El Zenit de San Petersburgo fue el campeón defensor del torneo.

## Representación de clubes por categoría
- Liga Premier de Rusia (RPL): 16 clubes.
- Liga Nacional de Fútbol de Rusia (FNL): 20 clubes.
- Liga de Fútbol Profesional de Rusia (PFL): 54 clubes.
- Debido a la difícil situación epidemiológica provocada por la pandemia de COVID-19, los clubes de aficionados no participaron en la copa.
- Total - 90 clubes.

## Ronda preliminar

### Primera ronda
En esta etapa, los equipos de la PFL ingresan al torneo, que se distribuyen a lo largo del cuadro de la copa. El sorteo de la primera y segunda ronda preliminar (rondas 1/256 y 1/128) se llevó a cabo en la Casa del Fútbol el 29 de julio, determinó el equipo local en el cuadro del torneo previamente sorteado. Los partidos tuvieron lugar el 5 de agosto de 2020.
| Equipo 1                     | Resultado    | Equipo 2                     |
| ---------------------------- | ------------ | ---------------------------- |
| Metallurg Vidnoye            | 1–0          | Kvant Obninsk                |
| Rodina Moscú                 | 3–2          | Strogino Moscú               |
| Saturn Rámenskoye            | 0–3          | Kolomna                      |
| Volga Tver                   | 0–0 (3–4 p.) | Zvezda San Petersburgo       |
| Znamya Truda Orekhovo-Zuyevo | 0–1          | Znamya Noginsk               |
| Murom                        | 2–1          | Ryazan                       |
| Krasny                       | 0–3          | Luki-Energiya Velikiye Luki  |
| Kaluga                       | 3–2          | Smolensk                     |
| Lada Toliatti                | 0–3          | Volna Nizhny Novgorod Oblast |
| Zenit-Izhevsk Izhevsk        | 1–2          | Tiumén                       |
| Anzhí Majachkalá             | 1–0          | Majachkalá                   |
| Tuapse                       | 0–2          | Urozhay Krasnodar            |
| Spartak Nalchik              | 5–0          | Essentuki                    |
| Forte Taganrog               | 0–1          | Kuban-Holding Pavlovskaya    |

### Segunda ronda
Los partidos tuvieron lugar el 19 de agosto de 2020.
| Equipo 1                     | Resultado    | Equipo 2                  |
| ---------------------------- | ------------ | ------------------------- |
| Zvezda San Petersburgo       | 1–2          | Leningradets              |
| Metallurg Lipetsk            | 0–3          | Znamya Noginsk            |
| Luki-Energiya Velikiye Luki  | 1–1 (4–5 p.) | Olimp-Dolgoprudny         |
| Kolomna                      | 2–0          | Sajalin Yuzhno-Sajalinsk  |
| Salyut Belgorod              | 1–0          | Metallurg Vidnoye         |
| Sokol Saratov                | 2–1          | Murom                     |
| Torpedo Vladimir             | 0–2          | Rodina Moscú              |
| Avangard Kursk               | 1–2          | Kaluga                    |
| Chitá                        | 0–1          | Zenit Irkutsk             |
| Novosibirsk                  | 1–0          | Dinamo Barnaúl            |
| Chelyabinsk                  | 3–0          | Nosta Novotroitsk         |
| Tiumén                       | 1–2          | Zvezda Perm               |
| KAMAZ Naberezhnye Chelny     | 1–1 (4–2 p.) | Lada Dimitrovgrad         |
| Volna Nizhny Novgorod Oblast | 0–0 (1–4 p.) | Volga Ulyanovsk           |
| Legion Dinamo Majachkalá     | 1–0          | Anzhí Majachkalá          |
| Biolog-Novokubansk Progress  | 3–0          | Druzhba Maikop            |
| Dinamo Stávropol             | 4–1          | Spartak Nalchik           |
| Inter Cherkessk              | 2–3          | Mashuk-KMV Piatigorsk     |
| Urozhay Krasnodar            | 1–4          | Chernomorets Novorossiysk |
| SKA Rostov del Don           | 2–4          | Kuban-Holding Pavlovskaya |

### Tercera ronda
En esta etapa, los equipos de la FNL ingresan al torneo, ellos determinan 10 ganadores entre sí. Los equipos de la PFL también determinan 10 ganadores entre ellos. El sorteo de la fase final de 1/64 de la Copa de Rusia para clubes de la FNL tuvo lugar el 5 de agosto. Con base en sus resultados, se formaron parejas y se determinaron los anfitriones de los partidos. Los partidos tuvieron lugar entre el 26 de agosto de 2020 y 2 de septiembre de 2020.
| Equipo 1                  | Resultado    | Equipo 2                    |
| ------------------------- | ------------ | --------------------------- |
| SKA-Jabarovsk             | 0–0 (8–7 p.) | Fakel Voronezh              |
| Tom Tomsk                 | 0–1          | Nizhni Nóvgorod             |
| Akron Tolyatti            | 0–1          | Chertanovo Moscú            |
| Yenisey Krasnoyarsk       | 2–1          | Volgar Astrakhan            |
| Oremburgo                 | 2–1          | Alania Vladikavkaz          |
| Krylia Sovetov Samara     | 5–0          | Irtysh Omsk                 |
| Neftekhimik Nizhnekamsk   | 0–1          | Dynamo Bryansk              |
| Veles Moscú               | 4–1          | Baltika Kaliningrado        |
| Chayka Peschanokopskoye   | 0–2          | Tekstilshchik Ivanovo       |
| Torpedo Moscú             | 1–2          | Shinnik Yaroslavl           |
| Zenit Irkutsk             | 1–1 (4–3 p.) | Novosibirsk                 |
| Leningradets              | 2–1          | Olimp-Dolgoprudny           |
| Znamya Noginsk            | 0–0 (6–5 p.) | Sokol Saratov               |
| Kolomna                   | 2–3          | Rodina Moscú                |
| Kaluga                    | 0–0 (6–7 p.) | Salyut Belgorod             |
| Mashuk-KMV Piatigorsk     | 2–1          | Legion Dinamo Majachkalá    |
| Kuban-Holding Pavlovskaya | 3–4          | Dinamo Stávropol            |
| Chernomorets Novorossiysk | 4–0          | Biolog-Novokubansk Progress |
| Zvezda Perm               | 3–1          | Chelyabinsk                 |
| Volga Ulyanovsk           | 2–0          | KAMAZ Naberezhnye Chelny    |

## Fase de grupos
En esta etapa, 10 equipos de RPL ingresan al torneo, estos son los que no estaban jugando competencia europea. A ellos se suman 10 equipos de la FNL y 10 equipos de la PFL, ganadores de la última etapa clasificatoria de la copa. La conformación se realiza en 10 grupos. Cada grupo contiene un equipo de RPL, FNL y PFL.
El sorteo de los participantes en la ronda de grupos élite tuvo lugar el 4 de septiembre.
La fase de grupos se desarrollará en 3 rondas. Al mismo tiempo, los equipos de las ligas inferiores jugarán partidos en casa:
- 1.ª ronda: 15-17 y 23 de septiembre. Equipos PFL - Equipos RPL.
- 2.ª ronda: 30 de septiembre - 1 de octubre. Equipos de la PFL - Equipos de la FNL.
- 3.ª ronda: 21 al 22 de octubre. Equipos FNL - equipos RPL.

El sistema de puntuación y determinación de los ganadores en la ronda de grupos en función de los resultados de cada partido:
- Por ganar en el tiempo reglamentario: 3 puntos.
- Por un empate en el tiempo reglamentario y una victoria en los penaltis: 2 puntos.
- Por empate en el tiempo reglamentario y derrota en los penaltis: 1 punto.
- No se otorgan puntos por una derrota en el tiempo reglamentario.

### Grupo 1
| Pos. | Equipo          | Pts. | PJ | G | E | P | GF | GC | Dif. | Clasificación                 |
| ---- | --------------- | ---- | -- | - | - | - | -- | -- | ---- | ----------------------------- |
| 1    | Ural            | 6    | 2  | 2 | 0 | 0 | 6  | 1  | +5   | Avanza a los octavos de final |
| 2    | Veles Moscú     | 3    | 2  | 1 | 0 | 1 | 5  | 5  | 0    |                               |
| 3    | Volga Ulyanovsk | 0    | 2  | 0 | 0 | 2 | 2  | 7  | −5   |                               |

 Fuente: 
| Equipo 1        | Resultado | Equipo 2    |
| --------------- | --------- | ----------- |
| Volga Ulyanovsk | 0–3       | Ural        |
| Volga Ulyanovsk | 2–4       | Veles Moscú |
| Veles Moscú     | 1–3       | Ural        |

### Grupo 2
| Pos. | Equipo              | Pts. | PJ | G | E | P | GF | GC | Dif. | Clasificación                 |
| ---- | ------------------- | ---- | -- | - | - | - | -- | -- | ---- | ----------------------------- |
| 1    | Spartak Moscú       | 3    | 2  | 1 | 0 | 1 | 5  | 2  | +3   | Avanza a los octavos de final |
| 2    | Rodina Moscú        | 3    | 2  | 1 | 0 | 1 | 4  | 5  | −1   |                               |
| 3    | Yenisey Krasnoyarsk | 3    | 2  | 1 | 0 | 1 | 1  | 3  | −2   |                               |

 Fuente: 
| Equipo 1            | Resultado | Equipo 2            |
| ------------------- | --------- | ------------------- |
| Rodina Moscú        | 1–5       | Spartak Moscú       |
| Rodina Moscú        | 3–0       | Yenisey Krasnoyarsk |
| Yenisey Krasnoyarsk | 1–0       | Spartak Moscú       |

### Grupo 3
| Pos. | Equipo                | Pts. | PJ | G | GP | PP | P | GF | GC | Dif. | Clasificación                 |
| ---- | --------------------- | ---- | -- | - | -- | -- | - | -- | -- | ---- | ----------------------------- |
| 1    | Arsenal Tula (Q)      | 4    | 2  | 0 | 2  | 0  | 0 | 1  | 1  | 0    | Avanza a los octavos de final |
| 2    | Tekstilshchik Ivanovo | 4    | 2  | 1 | 0  | 1  | 0 | 3  | 0  | +3   |                               |
| 3    | Salyut Belgorod       | 1    | 2  | 0 | 0  | 1  | 1 | 1  | 4  | −3   |                               |

 Fuente: 
Criterios de clasificación: 1) Puntos; 2) Ganados; 3) Gol diferencia; 4) Goles anotados; 5) Puntos partidos directos; 6) Puntos disciplinarios.
| Equipo 1              | Resultado    | Equipo 2              |
| --------------------- | ------------ | --------------------- |
| Salyut Belgorod       | 1–1 (3–4 p.) | Arsenal Tula          |
| Salyut Belgorod       | 0–3          | Tekstilshchik Ivanovo |
| Tekstilshchik Ivanovo | 0–0 (3–4 p.) | Arsenal Tula          |

### Grupo 4
| Pos. | Equipo           | Pts. | PJ | G | GP | PP | P | GF | GC | Dif. | Clasificación                 |
| ---- | ---------------- | ---- | -- | - | -- | -- | - | -- | -- | ---- | ----------------------------- |
| 1    | Ufa (Q)          | 6    | 2  | 2 | 0  | 0  | 0 | 5  | 0  | +5   | Avanza a los octavos de final |
| 2    | Leningradets     | 2    | 2  | 0 | 1  | 0  | 1 | 0  | 1  | −1   |                               |
| 3    | Chertanovo Moscú | 1    | 2  | 0 | 0  | 1  | 1 | 0  | 4  | −4   |                               |

 Fuente: 
Criterios de clasificación: 1) Puntos; 2) Ganados; 3) Gol diferencia; 4) Goles anotados; 5) Puntos partidos directos; 6) Puntos disciplinarios.
| Equipo 1         | Resultado    | Equipo 2         |
| ---------------- | ------------ | ---------------- |
| Leningradets     | 0–1          | Ufa              |
| Leningradets     | 0–0 (6–5 p.) | Chertanovo Moscú |
| Chertanovo Moscú | 0–4          | Ufa              |

### Grupo 5
| Pos. | Equipo          | Pts. | PJ | G | GP | PP | P | GF | GC | Dif. | Clasificación                 |
| ---- | --------------- | ---- | -- | - | -- | -- | - | -- | -- | ---- | ----------------------------- |
| 1    | Jimki (Q)       | 5    | 2  | 1 | 1  | 0  | 0 | 2  | 1  | +1   | Avanza a los octavos de final |
| 2    | Nizhni Nóvgorod | 3    | 2  | 0 | 1  | 1  | 0 | 1  | 1  | 0    |                               |
| 3    | Zenit Irkutsk   | 1    | 2  | 0 | 0  | 1  | 1 | 0  | 1  | −1   |                               |

 Fuente: 
Criterios de clasificación: 1) Puntos; 2) Ganados; 3) Gol diferencia; 4) Goles anotados; 5) Puntos partidos directos; 6) Puntos disciplinarios.
| Equipo 1        | Resultado     | Equipo 2        |
| --------------- | ------------- | --------------- |
| Zenit Irkutsk   | 0–1           | Jimki           |
| Zenit Irkutsk   | 0–0 (3–4 p.)  | Nizhni Nóvgorod |
| Nizhni Nóvgorod | 1–1 (9–10 p.) | Jimki           |

### Grupo 6
| Pos. | Equipo            | Pts. | PJ | G | GP | PP | P | GF | GC | Dif. | Clasificación                 |
| ---- | ----------------- | ---- | -- | - | -- | -- | - | -- | -- | ---- | ----------------------------- |
| 1    | Ajmat Grozni (Q)  | 5    | 2  | 1 | 1  | 0  | 0 | 4  | 1  | +3   | Avanza a los octavos de final |
| 2    | Znamya Noginsk    | 3    | 2  | 1 | 0  | 0  | 1 | 3  | 3  | 0    |                               |
| 3    | Shinnik Yaroslavl | 1    | 2  | 0 | 0  | 1  | 1 | 1  | 4  | −3   |                               |

 Fuente: 
Criterios de clasificación: 1) Puntos; 2) Ganados; 3) Gol diferencia; 4) Goles anotados; 5) Puntos partidos directos; 6) Puntos disciplinarios.
| Equipo 1          | Resultado    | Equipo 2          |
| ----------------- | ------------ | ----------------- |
| Znamya Noginsk    | 0–3          | Ajmat Grozni      |
| Znamya Noginsk    | 3–0          | Shinnik Yaroslavl |
| Shinnik Yaroslavl | 1–1 (3–4 p.) | Ajmat Grozni      |

### Grupo 7
| Pos. | Equipo                | Pts. | PJ | G | E | P | GF | GC | Dif. | Clasificación                 |
| ---- | --------------------- | ---- | -- | - | - | - | -- | -- | ---- | ----------------------------- |
| 1    | Krylia Sovetov Samara | 6    | 2  | 2 | 0 | 0 | 7  | 1  | +6   | Avanza a los octavos de final |
| 2    | Dinamo Stávropol      | 3    | 2  | 1 | 0 | 1 | 4  | 4  | 0    |                               |
| 3    | Rotor Volgogrado      | 0    | 2  | 0 | 0 | 2 | 0  | 6  | −6   |                               |

 Fuente: 
| Equipo 1              | Resultado | Equipo 2              |
| --------------------- | --------- | --------------------- |
| Dinamo Stávropol      | 3–0       | Rotor Volgogrado      |
| Dinamo Stávropol      | 1–4       | Krylia Sovetov Samara |
| Krylia Sovetov Samara | 3–0       | Rotor Volgogrado      |

### Grupo 8
| Pos. | Equipo      | Pts. | PJ | G | GP | PP | P | GF | GC | Dif. | Clasificación                 |
| ---- | ----------- | ---- | -- | - | -- | -- | - | -- | -- | ---- | ----------------------------- |
| 1    | Sochi (Q)   | 5    | 2  | 1 | 1  | 0  | 0 | 2  | 1  | +1   | Avanza a los octavos de final |
| 2    | Oremburgo   | 4    | 2  | 1 | 0  | 1  | 0 | 4  | 1  | +3   |                               |
| 3    | Zvezda Perm | 0    | 2  | 0 | 0  | 0  | 2 | 0  | 4  | −4   |                               |

 Fuente: 
Criterios de clasificación: 1) Puntos; 2) Ganados; 3) Gol diferencia; 4) Goles anotados; 5) Puntos partidos directos; 6) Puntos disciplinarios.
| Equipo 1    | Resultado    | Equipo 2  |
| ----------- | ------------ | --------- |
| Zvezda Perm | 0–1          | Sochi     |
| Zvezda Perm | 0–3          | Oremburgo |
| Oremburgo   | 1–1 (2–4 p.) | Sochi     |

### Grupo 9
| Pos. | Equipo                    | Pts. | PJ | G | E | P | GF | GC | Dif. | Clasificación                 |
| ---- | ------------------------- | ---- | -- | - | - | - | -- | -- | ---- | ----------------------------- |
| 1    | SKA-Jabarovsk             | 6    | 2  | 2 | 0 | 0 | 4  | 1  | +3   | Avanza a los octavos de final |
| 2    | Rubin Kazán               | 3    | 2  | 1 | 0 | 1 | 4  | 3  | +1   |                               |
| 3    | Chernomorets Novorossiysk | 0    | 2  | 0 | 0 | 2 | 3  | 7  | −4   |                               |

 Fuente: 
| Equipo 1                  | Resultado | Equipo 2      |
| ------------------------- | --------- | ------------- |
| Chernomorets Novorossiysk | 2–4       | Rubin Kazán   |
| Chernomorets Novorossiysk | 1–3       | SKA-Jabarovsk |
| SKA-Jabarovsk             | 1–0       | Rubin Kazán   |

### Grupo 10
| Pos. | Equipo                | Pts. | PJ | G | E | P | GF | GC | Dif. | Clasificación                 |
| ---- | --------------------- | ---- | -- | - | - | - | -- | -- | ---- | ----------------------------- |
| 1    | Tambov                | 6    | 2  | 2 | 0 | 0 | 4  | 1  | +3   | Avanza a los octavos de final |
| 2    | Mashuk-KMV Pyatigorsk | 3    | 2  | 1 | 0 | 1 | 2  | 2  | 0    |                               |
| 3    | Dynamo Bryansk        | 0    | 2  | 0 | 0 | 2 | 0  | 3  | −3   |                               |

 Fuente: 
| Equipo 1              | Resultado | Equipo 2       |
| --------------------- | --------- | -------------- |
| Mashuk-KMV Pyatigorsk | 1–2       | Tambov         |
| Mashuk-KMV Pyatigorsk | 1–0       | Dynamo Bryansk |
| Dynamo Bryansk        | 0–2       | Tambov         |

## Fase final

### Octavos de final
Los partidos tuvieron lugar entre el 20 de febrero de 2021 y 3 de marzo de 2021. El partido Ufa contra Ural Ekaterimburgo, originalmente estaba programado para el 22 de febrero de 2021, se pospuso hasta el 3 de marzo de 2021 un día antes del partido debido a temperaturas de −20 grados Celsius (−4,0 °F).
| Equipo 1              | Resultado | Equipo 2              |
| --------------------- | --------- | --------------------- |
| Zenit San Petersburgo | 1–2       | Arsenal Tula          |
| Dinamo Moscú          | 2–0       | Spartak Moscú         |
| CSKA Moscú            | 2–0       | SKA-Jabarovsk         |
| Lokomotiv Moscú       | 3–0       | Tambov                |
| Krasnodar             | 1–2       | Sochi                 |
| Rostov                | 0–1       | Ajmat Grozni          |
| Jimki                 | 0–4       | Krylia Sovetov Samara |
| Ufa                   | 3–0       | Ural Ekaterimburgo    |

### Cuartos de final
Los partidos tuvieron lugar entre el 7 y 8 de abril de 2021.
| Equipo 1              | Resultado | Equipo 2        |
| --------------------- | --------- | --------------- |
| Ajmat Grozni          | 1–0       | Ufa             |
| Sochi                 | 1–3       | Lokomotiv Moscú |
| Krylia Sovetov Samara | 2–0       | Dinamo Moscú    |
| Arsenal Tula          | 1–2       | CSKA Moscú      |

### Semifinales
Los partidos tuvieron lugar el 21 de abril de 2021.
| Equipo 1        | Resultado    | Equipo 2              |
| --------------- | ------------ | --------------------- |
| Ajmat Grozni    | 0–0 (1–4 p.) | Krylia Sovetov Samara |
| Lokomotiv Moscú | 3–0          | CSKA Moscú            |

### Final
La final tuvo lugar el 12 de mayo de 2021 en el Estadio de Nizhni Nóvgorod, en la ciudad de Nizhni Nóvgorod.
| Equipo 1              | Resultado | Equipo 2        |
| --------------------- | --------- | --------------- |
| Krylia Sovetov Samara | 1–3       | Lokomotiv Moscú |

|                                    |
| Bandera de Moscú                   |
| Campeón Lokomotiv Moscú 9.º título |